# Рік Саломон
Рік Саломон (англ. Rick Salomon; нар. 24 січня 1969, Нептун Тауншип, Нью-Джерсі, США) — американський гравець у покер з високими ставками, знаний за участю у порнографічному відео 2004 року з Періс Гілтон. Мав гучні шлюби з Елізабет Дейлі, Шеннен Догерті та Памелою Андерсон. Як гравець у покер виграв 2,8 мільйона доларів 2014 року, 3,3 мільйона доларів 2016 року та 2,84 мільйона доларів у версіях Big One for One Drop 2018 року Світової серії покеру.

## Ранні роки
Народився і виріс у Нептун Тауншип, штат Нью-Джерсі. Він — єврей.

## Кар'єра
Володів сайтом азартних онлайн-ігор.
1 липня 2014 року виграв 2,8 мільйона доларів у Світовій серії покеру Big One for One Drop. Чотири роки потому виграв 2,84 мільйона доларів на тій же події.
Регулярний учасник телевізійних покерних шоу на PokerGO, зокрема репортажів про Світову серію покеру, Super High Roller Bowl, Rob's Home Game, «Покер після темряви» і «Покер з високими ставками». Приєднався до 8 сезону телепрограми «Покер з високими ставками» і з'являвся у перших восьми епізодах. Зіграв один із найбільших банків сезону проти Бріна Кенні, перемігши його зі стрітом, вигравши $868 200.

## Особисте життя

### Порнографічне відео
2003 року секс-запис Саломоном і його тодішньою дівчиною Періс Гілтон просочився в інтернет. Саломон подав позов проти компанії, яка розповсюдила запис, і проти родини Гілтон, яку звинуватив у заплямуванні його репутації, припущенням, що використовував Гілтон. Крім того, стверджував у позові на 10 мільйонів доларів, що представники Гілтонів намагалися перешкодити ЗМІ відтворювати уривки стрічки, кажучи, що Гілтон була неповнолітньою у момент знімання (це зробило б показ стрічки незаконним — насправді Гілтон було 19 років), і намагалися розчавити його, щоб зберегти образ, який вони створили для неї. Пізніше Гілтон подала до суду на компанію Kahatani Ltd., яка випустила запис, на 30 мільйонів доларів за порушення конфіденційності й емоційні страждання.
У квітні 2004 року Саломон почав розповсюджувати стрічку самостійно через компанію Red Light District Video під назвою «Одна ніч у Парижі». У липні 2004 року Саломон відмовився від позову проти сім'ї Гілтон після того, як позов Періс Гілтон про конфіденційність був відхилений судом. Salomon і Red Light District Video погодилися заплатити Гілтон 400 000 доларів плюс відсоток від прибутку від продажу стрічки.

### Шлюби
1995 року одружився з акторкою озвучування Елізабет Дейлі. Подружжя мало двох дочок до розлучення 2000 року.
2002 року одружився з акторкою Шеннен Догерті. Шлюб розірвали за дев'ять місяців.
29 вересня 2007 року подав документи на одруження з Памелою Андерсон у Лас-Вегасі. У вересні Андерсон зізналася ведучій ток-шоу Елен Дедженерес, що вона заручена, назвавши нареченого лише гравцем у покер. Пара одружилася 6 жовтня 2007 року у перерві між серіалом «Краса чарівництва» Ганса Клока з 19:00 до 22:00 на курорті Planet Hollywood, де Андерсон грала головну роль помічника фокусника. Пара розійшлася менш ніж за десять тижнів, і 14 грудня Андерсон подала на розлучення, посилаючись на непримиренні розбіжності. За два дні їх помітили разом на закупівлях. Пізніше Андерсон опублікувала повідомлення про їхнє примирення. 28 грудня 2007 року адвокат Андерсон подав доказ вручення повістки до Верховного суду Лос-Анджелеса щодо позову про розлучення. У лютому 2008 року Андерсон подала заяву на анулювання шлюбу з покликанням на шахрайство. Наступного місяця Саломон також подав заяву про анулювання з покликанням на шахрайство. 24 березня 2008 року шлюб визнали недійсним.
У січні 2014 року Андерсон оголосила, що вони з Саломоном одружилися.
Андерсон знову подала на розлучення з Саломоном 3 липня 2014 року, тоді як Саломон подав на розлучення в Неваді, покликаючись на шахрайство. 29 квітня 2015 року їх розлучили, а Саломон виплатив Андерсон 1 мільйон доларів.